# Jenő Kamuti
Jenő Kamuti, född den 17 september 1937 i Budapest, Ungern, är en ungersk fäktare.
Han tog OS-silver i herrarnas florett i samband med de olympiska fäktningstävlingarna 1972 i München.